# Annamaija Oinas
Annamaija Oinas, née le 10 janvier 2003, est une coureuse finlandaise du combiné nordique et sauteuse à ski. 

## Carrière
Annamaija Oinas, qui fait partie du club Taivalkosken Kuohu, a fait ses débuts internationaux le 12 août 2016 chez elle à Vuokatti dans le cadre de la Coupe de la jeunesse. Dès le lendemain, elle termine sixième du Gundersen sur quatre kilomètres. En avril 2017, Oinas a remporté le titre de championne de Finlande à Taivalkoski, titre qu’elle conserve en mars 2018. 
Au début de la saison 2018-19, Oinas a fait ses débuts en Coupe Continentale. Elle a participé aux compétitions les deux week-ends à Steamboat Springs et à Park City, se plaçant à la huitième place à trois reprises. À la fin de janvier 2019, Oinas a participé aux Championnats du monde junior de ski nordique 2019 à Lahti, où une compétition féminine a été organisée pour la première fois. Au concours Gundersen, elle a terminé cinquième. En outre, elle a également participé aux compétitions de saut à ski, atteignant la 52e place en épreuve individuelle et la treizième en sauts en équipe mixte avec Julia Tervahartiala, Mico Ahonen et Jonne Veteläinen.
En saut à ski, elle prend part aux Championnats du monde junior 2019 et 2020.

## Palmarès

### Coupe du monde

#### Différents classements en Coupe du monde
| Année     | Classement général final |
| 2021-2022 | 31e                      |
| 2022-2023 | 36e                      |

### Classements en Coupe continentale
| saison  | classement | points |
| ------- | ---------- | ------ |
| 2018-19 | 14e        | 125    |
| 2020-21 | 36e        | 18     |
| 2021-22 | 15e        | 61     |